# Marcali zsinagóga
A marcali zsinagóga egy mára már elbontott zsidó vallási épület volt.

## Története
Bár Marcaliban már 1840-ben épült egy zsinagóga, a város igazi nevezetessége az 1906-ban felavatott új zsinagóga volt, amelyet Komor Marcell és Jakab Dezső tervezett. A két tervező a magyaros motívumokat egyeztette össze a szecesszió formavilágával. A zsinagógai tér centrális elrendezésű volt, külsejét a kupola és a két torony tette jellegzetessé. Az épület formailag a szabadkai zsinagógával mutatott rokonságot. A második világháború utáni erősen lecsökkent létszámú zsidó közösség már nemigen tudta használni az épületet. 1963-ban elbontásra került.